# الجواب الكافي لمن سأل عن الدواء الشافي
الجواب الكافي لمن سأل عن الدواء الشافي أو الداء والدواء هو كتاب ألفه الإمام ابن قيم الجوزية (691هـ - 751هـ).
يتناول في فصوله موضوع إصلاح النفس وتقويمها، وتهذيبها وفق المنظور الإسلامي، حيث يتنقل القاريء بين فصوله ماراً بالنصيحة والتوبيخ، ويعالج الكتاب آفات النفس الأمارة بالسوء، مظهرا عيوبها وزلاتها، ومبيناً سلطة الشهوات عليها، ومحذراً من مكايد الشيطان وحيله في إيقاع النفس بالمعاصي والذنوب، والركون للحياة الدنيا وزينتها.
وهو كتاب إسلامي يتناول علم النفس الإسلامي بأدلة عقلية ونقلية.
كان سبب تأليفه هو توجيه سؤال لابن القيم مفاده:«ما تقول السادة العلماء أئمة الدين رضى الله عنهم أجمعين في رجل ابتلى ببلية وعلم أنها إن استمرت به أفسدت عليه دنياه وآخرته؟ وقد اجتهد في دفعها عن نفسه بكل طريق فما يزداد إلا توقدا وشدة فما الحيلة في دفعها؟ وما الطريق إلى كشفها؟ فرحم الله من أعان مبتلى والله في عون العبد ما كان العبد في عون أخيه أفتونا مأجورين رحمكم الله تعالى».

## محتوى الكتاب
تناول الكتاب مواضيع عدة، حيث ذكر المؤلف ابن القيم الجوزي أكثر المعاصي والآثام انتشارًا ونكرًا. وقد اشتهر الكتاب بتفصيله في مسألة الدعاء وأسباب الاستجابة والقدر، وهو ما افتتح به الكتاب. كما تطرق إلى مواضيع الشهوة مثل الحب والزنا واللواط والانحراف إلى وطء البهائم والحيوانات، إضافة إلى مواضيع أخرى. وقد اعتمد في إجابته عن تلك الأمور على الأحاديث النبوية و القرآن الكريم، كما استند إلى ما توصل إليه الطب في زمنه وما اختبره بنفسه.

## مخطوطات الكتاب
من المخطوطات المعتمدة في طبعة دار عالم الفوائد في مكة مخطوطة كتبت سنة 770 هـ وهي محفوظة في مكتبة الإسكوريال في إسبانيا.